# 御牧藩
御牧藩（みまきはん）は、山城国久世郡御牧（現在の京都府久世郡久御山町）に存在した藩。

## 概要
藩主家は織田氏庶流の津田家である。津田信成は織田信長の一族で、信長没後は豊臣秀吉に仕えて山城御牧に1万3000石を領していた。秀吉没後は豊臣秀頼に仕えていたが、関ヶ原の戦い直前に徳川家康に急接近して東軍に与し、戦功を挙げたために所領を安堵され、存続を許された。
しかし慶長12年（1607年）、美濃清水藩の稲葉通重と共に京都の祇園に赴いたとき、茶屋の女房をはじめとする美女7・8人に乱暴狼藉を働いた経緯を家康に咎められ、御牧藩は改易された。

## 歴代藩主
津田家
1万3000石。外様。
1. 信成（のぶなり）